# Lothar von Richthofen
Lothar Siegfried Freiherr von Richthofen, nemški plemič, častnik, vojaški pilot in letalski as, * 27. september 1894, Breslau, Nemško cesarstvo (danes Wrocław, Poljska † 4. julij 1922, Fuhlsbüttel pri Hamburgu (KIFA).
Lothar von Richthofen je med prvo svetovno vojno dosegel 40 zmag.

## Življenjepis
Podobno kot njegov starejši brat Manfred, je postal konjeniški častnik in v tej rodu vojske služil prvo leto prve svetovne vojne.
Kmalu zatem, ko je Manfred zaprosil za premestitev k vojnemu letalstvu, je tudi sam zaprosil za premestitev v letalstvo in bil leta 1915 premeščen. Januarja 1916 je postal letalski opazovalec in sodeloval v bitki za Verdun.
Potem, ko je končal svoje pilotsko usposabljanje, je bil 6. marca 1917 premeščen k bratovi enoti Jasta 11.
V njej je sodeloval v krvavem aprilu in do začetka maja je dosegel že 16 zmag. Ko je brat Manfred odšel na dopust, je Lothar prevzel njegovo poveljniško mesto nad eskadriljo. Manfred je svojega mlajšega brata opisal kot strelca in ne lovca, saj je letel še bolj lahkomiselno kot on.
Dne 7. maja 1917 naj bi sestrelil tudi do takrat prvega britanskega letalskega asa, Alberta Balla. Raziskave in dokumenti mlajšega Richthofna so to pozneje ovrgli.
13. maja istega leta je dosegel že 23. zmago, a je njegovo letalo sestrelila protiletalska obramba in je moral zasilno pristati.
Zaradi pridobljenih ran in poškodb je bil 5 mesecev v bolnišnici.
12. avgusta 1918 je dosegel svojo zadnjo, 40. zmago. Glede na čas letenja in število zadetkov je bil celo bolj uspešen kot starejši brat Manfred (80 zmag).
Po vojni je sprva delal na kmetiji, nato pa se je vrnil k letalstvu. Junija 1919 se je poročil in imel dva otroka.
Umrl je 4. julija 1922 v letalski nesreči, ko je zaradi odpovedi motorja strmoglavilo potniško letalo D1481, ki ga je upravljal.
Pokopan je na garnizijskem pokopališču v Schweidnitzu.

## Odlikovanja
- Pour le Mérite
- viteški križec z meči reda Hohenzollerjev
- železni križec II. reda
- železni križec I. reda

## Znani nasprotniki
1. 20 - Albert Ball
2. 21 - William Price
3. 23 - William Winkler in Ernest Moore
4. 35 - Kenneth Mills
5. 39 - Kenneth Walker
6. 40 - John Summers